# Пучіквари
Пучіква́ри (англ. Puchikwar, Pucikwar, A-Pucikwar, «ті, хто говорить місцевою») — історичний етнос мисливців-збирачів у Південно-Східній Азії, тубільне населення Андаманських островів. Мешкали на островах Середній Андаман, Південний Андаман і Баратанг. Представники негритоської раси. Згідно з британською класифікацією 1860-х років, одне з десяти племен великих андаманців, складової андаманців. Носії пучікварської мови. Поділялися на 4 роди (септи). За переписом населення 1901 року чисельність скоротилася до 50 осіб. Зникли як окрема етнічна спільнота після 1931 року внаслідок мішаних шлюбів, зокрема з індійськими та каренськими (бірманськими) поселенцями.